# Postmarksizam
Postmarksizam (ponekad: altermarskizam) je naziv za pristupe ljevičarskih intelektualaca koji su koristeći teorijske modele razvijene u okvirima postmodernizma nastojali stvoriti novi ljevičarski diskurs. Postmarksisti čitaju djela Marxa i drugu marksističku literaturu na dekonstruktivistički način, nastojeći u tom rušenju pronaći drugačije narative i drugačije ishode temeljnih ljevičarskih nastojanja.
Prema Stuartu Simu, postmarskizam predstavlja "danas već dobro etabiliranu teoretsku poziciju gdje se, kao primjerice u djelima značajnih teoretičara poput Ernesta Laclaua i Chantal Mouffe, nastoji sačuvati aspekte marksističke misli od propasti marksizma kao globalne kulturalne i političke snage u kasnom 20. stoljeću, i preusmjeriti ih kako bi zadobili novo značenje u rapidnom mijenjajućoj kulturalnoj klimi."
Termin "post-Marxism" su prvi upotrijebili Ernesto Laclau i Chantal Mouffe (University of Essex) u djelu "Hegemony and Socialist Strategy" iz 1985. godine.
Postmarksistička misao je imala velikog utjecaja na formiranje suvremene tzv. nove ljevice nakon 1968. godine, kroz - prema nazivu kojega je bio predložio njemački marksist i jedan od osnivača "Zelenih" Rudi Dutsckhe - "dugi marš kroz institucije", u kojem su ljevičari uspjeli uspostaviti projekte novih lijevih politika unutar postojećih velikih političkih stranaka, te pokrenuli razne organizacije koje se bave socijalnom pravdom, feminizmom i interesima raznih vrsta društvenih manjina.
U razvoju posmarksističke misli znatan utjecaj je imala misao talijanskog marksističkog novinara Antonija Gramscija, koji se 1920.-ih godina zalagao za kulturnu revoluciju u kojoj će ljevičarski intelektualci javnosti nametnuti ljevičarsku misao kao jedinu istinitu i moralno dopustivu, čime će se naposljetku omogućiti stvaranje socijalističkog društva. Komunistička partija Italije je 1948. – 1951. objavila 6 svezaka novinski članaka i zatvorskih zapisa A. Gramscija, a potom je osnovala i Istituto Gramsci radi popularizacije njegove misli i prevođenja njegovog djela na druge jezike.
Za razliku od "ortodoksnog" marksizma, postmarksisti ne sagledavaju gospodarstvo kao temelj svekolikog društvenog života, nego tek kao jedno u nizu područja u kojem se ostvaruju interesi sukobljenih - potlačenih i tlačiteljskih - društvenih grupa. Također, za razliku od ranijih ljevičara, postmarksisti uopće ne pokazuju osobitu sklonost da dokazuju svoju privrženost misli "klasika marksizma", niti da se koriste baš onom terminologijom i baš onim intelektualnim konceptima kakvima su se koristile generacije ljevičara od kraja 19. pa do pred kraj 20. stoljeća.
Među brojnim ljevičarskim intelektualcima koje u javnosti ubrajaju u postmarksiste, može se spomenuti slovenskog filozofa Slavoja Žižeka i američku filozofkinju Judith Butler.

## Vanjske poveznice
- Post-Marxist Theory: An Introduction, 2005. kod Project Muse
- Aristotelis Agridopoulos: Das Imaginäre und das Politische. Postmarxistische Sozialontologie bei Cornelius Castoriadis und Ernesto Laclau, in: kultuRRevolution. Zeitschrift für angewandte Diskurstheorie 71. 2. 2016, S. 45–52.
- Oliver Flügel-Martinsen: Befragungen des Politischen. Subjektkonstitution – Gesellschaftsordnung – Radikale Demokratie. Springer VS: Wiesbaden 2017.
- Oliver Flügel, Reinhard Heil, Andreas Hetzel (Hrsg.): Die Rückkehr des Politischen. Demokratietheorien heute. WBG: Darmstadt 2004, ISBN 3-534-17435-6.
- Rahel Jaeggi und Daniel Loick (Hrsg.): Nach Marx - Philosophie, Kritik, Praxis. Suhrkamp: Berlin 2013.
- Oliver Marchart: Die politische Differenz. Zum Denken des Politischen bei Nancy, Lefort, Badiou, Laclau und Agamben. Suhrkamp, Berlin 2010, ISBN 978-3-518-29556-4.
- Oliver Marchart: Beantwortung der Frage: Was heißt Post-Marxismus?  Arhivirana inačica izvorne stranice od 21. svibnja 2016. (Wayback Machine), 1998.
- Martin Nonhoff: Diskurs – radikale Demokratie – Hegemonie. Zum politischen Denken von Ernesto Laclau und Chantal Mouffe. Transcript, Bielefeld 2007.
- Ernesto Laclau und Chantal Mouffe: Post-Marxism Without Apologies, in: New Left Review, 166, 1987, S. 79–106.
- Cornelius Castoriadis, L’institution imaginaire de la société, Paris, Seuil, 1975.
- Ernesto Laclau et Chantal Mouffe, Hégémonie et stratégie socialiste. Vers une politique démocratique radicale, Paris, Les solitaires intempestifs, 2009.
- Ernesto Laclau, La raison populiste, Paris, Seuil, 2008.
- Varios autores "Posmarxismo: en los márgenes del marxismo", Universidad ARCIS, Santiago de Chile, agosto de 2002
- Atilio Borón: "¿Posmarxismo? Crisis, recomposición o liquidación del marxismo en la obra de Ernesto Laclau" (1996), en Tras el búho de Minerva. Mercado contra democracia en el capitalismo de fin de siglo; Bs. As., México, etc.: CLACSO y Fondo de Cultura Económica, 2000
- Ernesto Laclau y Chantal Mouffe, Hegemonía y estrategia socialista. Hacia una radicalización de la democracia, Madrid, Siglo XXI editores, 1987
- Ernesto Laclau, «Discurso, hegemonía y política: Consideraciones sobre la crisis del marxismo» en VVAA., Los nuevos procesos sociales y la teoría política contemporánea, México, Siglo XXI editores, 1986
- Ernesto Laclau, Deconstrucción, Pragmatismo y Hegemonía, en Deconstrucción y Pragamatismo, Chantal Mouffe (comp.), Buenos Aires, Paidos, 1998
- Imanol Galfarsoro: "(Post)Marxismoa, kultura eta eragiletasuna: Ibilbide historiko labur bat" in Alaitz Aizpuru(koord.), Euskal Herriko pentsamenduaren gida, Bilbo, UEU 2012. ISBN 978-84-8438-435-9
- Simon Tormey & Jules Townshend, Key Thinkers from Critical Theory to Post-Marxism, Pine Forge Press, 2006.
- Sim, Stuart. Post-Marxism: An Intellectual History, Routledge, 2002.
- Shenfield, Stephen. Vladislav Bugera: Portrait of a Post-Marxist Thinker
- el-Ojeili, Chamsy. Post-Marxism with Substance: Castoriadis and the Autonomy Project, in New Political Science, 32:2, June 2001, pp. 225–239.
- el-Ojeili C. After post-socialism: Social theory, utopia and the work of castoriadis in a global age  Arhivirana inačica izvorne stranice od 3. svibnja 2013. (Wayback Machine), Antepodium: Online Journal of World Affairs (2011), pp. 1–16.